# Hayden Turner
Pour les articles homonymes, voir Turner.
Hayden James Turner (né le 16 février 1966), est un vétérinaire aventurier de National Geographic Channel. Il  parcourt le monde animal et présente l'émission Les défis d'Hayden Turner (Hayden Turner's Wildlife Challenge), dans laquelle il va à la rencontre d'animaux et voyage pour moins de mille dollars. 
Actuellement[Quand ?], 12 épisodes ont été tournés, avec notamment le papillon monarque ou le dragon de Komodo.